# ダイナックス (自動車部品メーカー)
株式会社ダイナックス（DYNAX Corporation）は、北海道千歳市にある企業（自動車部品メーカー）。エクセディの関係会社。

## 概要
国産初となる摩擦材（ペーパー摩擦材）の開発成功により、オートマチックトランスミッション（AT）における環境問題を克服して耐久性や性能向上に貢献し、車載用クラッチディスクにおける世界シェアはトップになっている。今後も内製率向上や業務効率改善による供給体制強化のため、苫小牧工場の拡張整備を計画している。
技術開発やダイバーシティ・マネジメント、男女共同参画社会などへの取組みが評価されており、経済産業省による「第1回ものづくり日本大賞」経済産業大臣賞、「第3回ものづくり日本大賞」優秀賞、「グローバルニッチトップ企業100選」、「新・ダイバーシティ経営企業100選」に選定されているほか、取引先のトヨタ自動車やジヤトコによる各賞、北海道による「北海道男女平等参画チャレンジ賞」などを受賞している。

## 沿革
- 1973年（昭和48年）：アメリカ合衆国のレイベスト・マンハッタン（RM社）と大金製作所（現在のエクセディ）による合弁事業「大金アール・エム」として設立。RM社とライセンス契約締結。
- 1974年（昭和49年）：千歳工場竣工。
- 1977年（昭和52年）：オートマチックトランスミッション（AT）用ディスククラッチ納入開始。
- 1983年（昭和58年）：国産湿式摩擦材第1号開発。
- 1987年（昭和62年）：RM社とのライセンス契約解消[11]。海外OEM取引開始。
- 1989年（平成元年）：RM社との合弁契約解消[11]。
- 1990年（平成02年）：トルクコンバータ用ロックアップクラッチ納入開始。ドイツに駐在員事務所開設。
- 1991年（平成03年）：「ダイナックス」に社名変更。苫小牧工場竣工。アメリカ合衆国に駐在員事務所開設。
- 1995年（平成07年）：アメリカに現地法人「ダイナックス・アメリカ」設立。
- 1996年（平成08年）：AT用クラッチアッシー納入開始。「クラッチ板開発で世界進出を果たした企業活動」の功績により第50回北海道新聞文化賞を受賞[12]。
- 1997年（平成09年）：マニュアルトランスミッション（MT）用シンクロナイザーリング納入開始。「QS-9000」「ISO 9001」認証取得。ダイナックス・アメリカの工場竣工。
- 1999年（平成11年）：品質工学導入。中華人民共和国に現地法人「上海達耐時汽車配件」設立し、工場竣工。
- 2000年（平成12年）：「VDA 6.1」認証取得。
- 2001年（平成13年）：「ISO 14001」認証取得。中国に第2現地法人「達耐時工業」設立。アメーバ経営導入。
- 2002年（平成14年）：本社敷地内で北海道内初となる事業所内保育施設「こどもくらぶ」開設[13]。
- 2004年（平成16年）：「ISO/TS 16949」認証取得。
- 2005年（平成17年）：アメリカに現地法人「エクセディ—ダイナックス・アメリカ」設立。
- 2008年（平成20年）：苫小牧に新たな研究開発（R&D）センター竣工。中国にR&Dセンター設置。
- 2009年（平成21年）：ハンガリーに現地法人「エクセディ—ダイナックス・ヨーロッパ」設立。
- 2010年（平成22年）：メキシコに現地法人「エクセディ—ダイナックス・メキシコ」設立。
- 2013年（平成25年）：労働安全衛生マネジメントシステム（OHSAS）認証取得。苫小牧に厚生棟新設。
- 2014年（平成26年）：「千歳市スポーツセンター」のネーミングライツ（命名権）取得し、「ダイナックスアリーナ」となる[14]。中国の上海達耐時汽車配件が合併し、「愛思帝達耐時駆動系統」に社名変更。
- 2015年（平成27年）：第2種無災害記録表彰（苫小牧労働基準監督署）。エクセディ—ダイナックス・ヨーロッパの工場竣工[15]。

## 製品
オートマチックトランスミッション、4WD、HEV用製品
- クラッチ用ディスク
- クラッチ用プレート
- クラッチパック
- クラッチパック（デュアルクラッチトランスミッション（DCT）用）
- ロックアップクラッチ（トルクコンバータ内）

マニュアルトランスミッション用製品
- シンクロナイザーリング

建設機械、産業車両、農業機械用製品
- ディスク、プレート
- クラッチパック

その他製造部品
- ディスク、プレート他

## 事業所
- 営業拠点
  - 本社 - 北海道千歳市上長都1053-1
  - 名古屋営業所 - 愛知県安城市三河安城町1丁目16-5 東祥ビル2階
  - 静岡営業所 - 静岡県富士市荒田島町6-20 リコーソリューションズ東静岡ビル2階
  - デトロイトオフィス（アメリカ合衆国） - 8601 Haggerty Rd.S.Belleville, MI 48111 U.S.A.
  - シュトゥットガルトオフィス（ドイツ・ヨーロッパ） - Steiermaerker Strasse 3-5, 70469 Stuttgart, Germany
- 工場
  - 千歳工場 - 北海道千歳市上長都1053-1
  - 苫小牧工場 - 北海道苫小牧市字柏原6-183

## 参考資料
- “ダイナックス”. 第1回「ものづくり日本大賞」受賞者たちの熱きドキュメント.  日本機械工業連合会 (2006年). 2017年5月31日閲覧。
- “株式会社ダイナックス（北海道）” (PDF). 特許活用企業事例集（北海道）.  特許庁 (2007年). 2017年5月31日閲覧。